# Nicole Stottová
Nicole Passonno Stottová (* 19. listopadu 1962 Albany, stát New York, USA) byla původně inženýrkou, od července 2000 je americkou astronautkou, členkou oddílu astronautů NASA. V srpnu 2009 se vydala do vesmíru na několikatýdenní let na Mezinárodní vesmírnou stanici (ISS) jako členka Expedicí 20 a 21.

## Život

### Mládí
Narodila se v Albany ve státě New York, dětství prožila ve městě Clearwater na Floridě, zde také roku 1980 ukončila střední školu. Roku 1987 získala bakalářský titul na Embry-Riddle Aeronautical University a stala se konstruktérkou u společnosti Pratt and Whitney. O rok později přešla do Kennedyho vesmírného střediska, zde se věnovala otázkám efektivnosti přípravy raketoplánů k letům do vesmíru. Roku 1992 získala magisterský titul na University of Central Florida. V letech 1996–1998 byla přeložena do Huntington Beach v Kalifornii, zde řídila práce na příhradových konstrukcích ISS. Po návratu do Houstonu pracovala na simulátoru letu raketoplánů.

### Astronautka
Zúčastnila se 17. náboru astronautů NASA v letech 1997–1998, kdy se pouze dostala mezi 121 finalistů. V červenci 2000 v 18. náboru astronautů již byla úspěšná. Absolvovala všeobecnou kosmickou přípravu a získala kvalifikaci letové specialistky.
V roce 2007 byla vybrána do posádky STS-128. V důsledku odkladů letů raketoplánů se její let do vesmíru posunul až na rok 2009. Nakonec na misi STS-128 odstartovala v raketoplánu Discovery 29. srpna 2009. Stottová byla na ISS členkou Expedice 20 a po odletu Tima Kopry přešla do Expedice 21. Z vesmíru se vrátila s raketoplánem Atlantis, jako člen posádky STS-129. Svůj druhý vesmírný let absolvovala v posádce STS-133, čímž se stala zároveň členem poslední expediční posádky s raketoplánem Discovery.